# 이문한 (1994년)
이문한(중국어 간체자: 李汶翰, 병음: Lî Wènhàn 리원한[*], 1994년 7월 22일 ~ )은 중국의 가수, 배우이다. 현재 남성 아이돌 그룹 유니크의 리드 싱어다.